# Immanuel Nobel

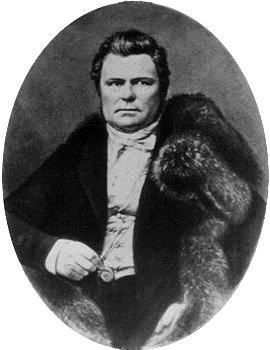
Immanuel Nobel

Immanuel Nobel (ur. 1801, zm. 1872) – szwedzki wynalazca i inżynier, ojciec Alfreda Nobla. 
Immanuel Nobel budował mosty i budynki w Sztokholmie. Z powodu bankructwa opuścił Sztokholm i rodzinę, aby rozpocząć w Finlandii i Rosji nową karierę
Jego żoną była Andriette Ahlsell. Miał synów: Roberta, Ludviga, Alfreda i Emila Oskara.